# Operário Futebol Clube (Mato Grosso)
Operário Futebol Clube Ltda (cujo acrônimo é OFC), também conhecido como Operário Ltda, é uma agremiação esportiva da cidade de Várzea Grande, no estado de Mato Grosso, fundado em 8 de agosto de 2002 para substituir a sua versão anterior, Operário VG, que licenciou-se. Quando surgiu, suas cores e escudo eram semelhantes ao antigo Operário, porém, depois do CEOV retomar as atividades, o OFC teve de mudar sua identidade, adotando um novo escudo e atualizando suas cores para vermelho, azul e branco.

## História
O clube foi fundado em 8 de agosto de 2002 pelos desportistas José Maria Fratuchelli (ex-presidente da Federação Mato-grossense de Motociclismo) e Alceu Provatti (ex-diretor do Clube Esportivo Operário Várzea-Grandense), para substituir o próprio CEOV nas competições após ser licenciado devido a muitas dívidas acumuladas. Com isso, o novo clube adquiriu as vagas nas competições que o antigo clube disputaria, além das cores, uniforme, escudo, hino e títulos. 
O Operário já começou tendo um grande desafio pela frente, participou da Copa do Brasil de 2003 e enfrentou o Palmeiras na primeira fase, sendo eliminado com duas derrotas (1x0 em Cuiabá e 5x1 em São Paulo).
No Estadual, o Operário só voltou a final em 2005, enfrentando o Vila Aurora. A primeira partida foi no estádio Verdão em Cuiabá acabou empatada em 2 a 2. No segundo confronto, na cidade de Rondonópolis, o tricolor perdeu por 3 a 1. Esse resultado deu o vice-campeonato ao tricolor. O atacante Rinaldo do Operário foi artilheiro do campeonato com 16 gols ao lado de Moreno do Vila Aurora.
Jogo de volta: 
| Domingo, 3 de julho de 2005 | Vila Aurora                                      | 3 – 1 | Operário FC | Estádio Luthero Lopes, Rondonópolis |
| 18:00                       | 11' 1T' Carioca · 27' 1T' Carioca · 32' 1T' Peta |       | Luizão      | Árbitro: Carlos Eugênio Simon       |

Operário: Ernandes, Peta, Marcelo do Ó e Evandro; Baiano, Kiko, Betinho, Elias (Fernando) e Lucianinho; Rinaldo e Gil (Éder Grillo). Técnico: Carlos Henrique Pedroso, Mosca.

### O 1º Título
Ainda em 2005, o primeiro título do novo/velho clube. Uma partida que entrou para história do futebol mato-grossense, reunindo mais de 20 mil pagantes no Verdão para o confronto contra o seu rival Mixto, o confronto dos dois times mais tradicionais do estado. Radiante, o time tricolor venceu a primeira partida no dia 19 de Novembro de 2005 por 1 a 0 com gol do lateral Fabiano. Nesta segunda partida, no dia 27 de Novembro de 2005, o tricolor precisava apenas do empate, e foi o que aconteceu, empatando em 2 a 2 e sagrando-se Campeão da II Copa Governador, atual Copa FMF. O capitão da equipe, o goleiro Ernandes ergue o troféu de campeão diante de sua torcida no estádio Verdão.
| Domingo, 27 de novembro de 2005 | Mixto | 2 – 2 | Operário FC | Verdão, Cuiabá                                       |
| 18:30                           |       |       |             | Público: 20 000 Árbitro: Maurício Aparecido Siqueira |

Operário: Ernandes Pantaneiro; Polaco, João Bosco, Ataliba e Fabiano; Léo, Betinho, Guga e Fernando Vilanova; Ely e
Miguel. Técnico: Carlos Henrique Pedroso, Mosca.

### Grandes Feitos
Em 2006, o Fluminense foi o adversário na Copa do Brasil. O Tricolor jogou melhor do que na edição passada, mas mesmo assim foi eliminado na primeira fase. Veio o Estadual e com ele a base de 2005, e o técnico Mosca no comando. No meio da caminhada, o técnico Mosca pediu demissão e a diretoria contratou Carlos Rufino. Carlos Rufino continuou com a base de Mosca e mesclou seu trabalho. Sucesso absoluto e o tricolor trilhou rumo ao título Estadual.
Foram dois jogos contra o Barra do Garças na final, e nas duas partidas deu Operário. E o tricolor levantou o troféu de campeão, o 1º como Operário e o 14º título Estadual, juntando com os demais conquistados pelo Operário VG. Rinaldo foi artilheiro do campeonato mais uma vez, mas dessa vez isolado com 14 gols. 
Primeira partida da final – Operário  2 x 0  Barra das Garças
| Quarta-feira, 24 de maio de 2006 | Operário FC                     | 2 – 0 | Barra do Garças | Verdão, Cuiabá           |
| 20:30                            | 17' 1T' Wender · 30' 2T' Wender |       |                 | Árbitro: Jamil Rodrigues |

Operário: Ernandes, Simoney (Éder Grillo), Maurício Canhão, Ataliba e Fabiano; Édson Nascimento (Fábio Pastor), Rafael e Wender; Odil, Ronaldo Paulista (Luiz Fernando) e Rinaldo. Técnico: Carlos Rufino.
Segunda partida da final – Barra das Garças 1x2 Operário
| Domingo, 28 de maio de 2006 | Barra do Garças | 1 – 2 | Operário FC                      | Zeca Costa, Barra do Garças              |
| 15:00                       | 17' 2T' Rinaldo |       | 17' 1T' Alexandre · 23' 1T' Odil | Público: 4 000 Árbitro: Luiz Alberto Dip |

Operário: Ernandes, Fábio Pastor, Maurício Canhão, Ataliba e Fabiano; Rafael, Wender, Gugo (Luiz Fernando) e Odil (Simoney); Ronaldo Paulista (Tony) e Rinaldo. Técnico: Carlos Rufino.

### Brasileiro da Série C
O ano de 2006 ainda reservava a estreia do Tricolor na Série C do Brasileirão. O Operário caiu no Grupo 3, junto com o conterrâneo Mixto e com Araguaína do Tocantins e Ulbra-RO, terminando na liderança do grupo. Porém, na segunda fase caiu no grupo com Maranhão do estado homônimo, Ananindeua e Tuna Luso, ambos do Pará e foi eliminado. No total, Foram 12 partidas sendo: 14 pontos ganhos, 3 vitórias, 5 empates e 4 derrotas, terminando em 31º lugar na classificação geral. 

### Proposta de fusão com o CEOV
Apesar de ter-se como líquida a herança do patrimônio histórico e cultural do antigo Operário CEOV ao atual Operário, surgiu um movimento no arbitral do Campeonato Mato-grossense da 2ª Divisão de 2009 de um grupo de empresários e cartolas para o reerguimento do tradicional CEOV. Com isso Várzea Grande passaria a ter dois clubes com a mesma camisa, o mesmo escudo, o mesmo hino. Com a derrocada do CEOV, surgiu uma sinalização no sentido de unificar-se os dois grupos.

### 2011: O Primeiro Rebaixamento e Venda
Depois de alguns anos de altas conquistas, o clube começa a perder o fôlego. Um clube sem presidente e tocado apenas por colaboradores foi o retrato do Operário, ao ser rebaixado no Estadual de 2011. A um mês abandonado por Daniel Terroso, indicado para presidir o Tricolor várzea-grandense no início da temporada, a equipe cai sem apresentar um futebol convincente. No início, a diretoria sob comando de Terroso, que chegou a prometer uma "revolução" no clube, demonstrava animação. Chegou até a anunciar o ex-jogador Beto Cuiabano, natural de Várzea Grande, como gerente de futebol, mas para a imprensa, o ex-jogador negava que tenha aceitado o cargo. Ele cobrava seriedade e comprometimento da diretoria tricolor, que com o passar do tempo demonstrou total amadorismo.
Decepcionados com o pífio desempenho do time na atual temporada e com o descrédito vindo com o rebaixamento, os principais colaboradores do clube-empresa Dudu Campos, vereador Maninho de Barros, o empresário Azama e Hirideu Cipriano já falam em reativar o Clube Esportivo Operário Várzea-grandense para disputar o Estadual da Segunda Divisão.
Após essa dissolução, o clube foi repassado ao empresário Aílton Azambuja confirmou a participação do clube no Campeonato Estadual da Segunda Divisão, torneio disputado no mês de julho do mesmo ano. Ele reafirmou à sua disposição de não abrir mão do direito da equipe em representar Várzea Grande na principal competição de acesso, já que na cidade há um movimento para a reativação do tradicional Clube Esportivo Operário Várzea-grandense (CEOV), apelidado no meio como "Chicote da Fronteira". Após este anúncio, o time foi vendido ao empresário carioca Sebastião Viana, que já chegou pagando algumas dívidas do clube e preparando para a disputa da divisão.  Neste início de reconstrução de sua história, o Operário ficará longe de suas origens, raízes. O novo presidente do clube Sebastião Marques Viana confirmou a cidade pantaneira de Poconé, a 100km de Várzea Grande, como base para a reta final de sua preparação para o Campeonato Mato-grossense da Segunda Divisão, marcado para ser aberto no dia 2 de julho.

### Problemas com o Operário CEOV
O movimento de reativação do CEOV finalmente torna-se realidade em 2013. Ambos os clubes, coincidentemente estariam disputando a mesma Segunda Divisão do Estadual e passaria a ser clubes gêmeos, ocorrendo até mesmo o confronto entre eles. 
A partir daí, começou uma guerra entre os Operários sobre os direitos de uso da marca, já que o Operário LTDA utilizava do mesmo escudo, hino, uniforme, cores, estrutura e títulos. O CEOV, conseguiu uma liminar onde obrigava o Operário a não usar mais o seu nome, hino e história com pena de multa diárias..
Em 2015, a situação começa a se agravar e Sebastião Viana começa a pensar em colocar o clube a venda. Mesmo com essa crise, depois de anos tentando retornar para a Primeira Divisão, o Operário sagra-se campeão da Segunda Divisão de 2015 ao vencer o Araguaia. Porém, no Mato-Grossense de 2017 novamente o Tricolor foi rebaixado.

### O Novo Operário LTDA
Em 2017, novamente o presidente Sebastião Viana quer vender o clube, a para isso toma uma atitude diferente: decide vendê-lo através de uma postagem no Facebook. . Novamente, o presidente não conseguiu compradores, e em 2018, depois de inúmeras derrotas na justiça para o Operário VG, o Operário LTDA começa o seu processo de desvincular a imagem do "Operário de Várzea Grande". Para a disputa da 2ª Divisão], o Operário mudou de escudo e suas cores passaram a ser rubro-negras, inspirados do Flamengo, nome este que o clube pretende adotar em breve..
Em 2018 o clube foi novamente campeão da 2ª divisão do Mato-Grossense, mas em 2019 foi novamente rebaixado.

### Venda do Operário LTDA
O clube veio a ser vendido no ano de 2021 para um grupo de empresários e passando por uma reformulação de seu escudo.

## Títulos
| Estaduais | Estaduais                              | Estaduais | Estaduais               |
|           | Competição                             | Títulos   | Temporadas              |
| --------- | -------------------------------------- | --------- | ----------------------- |
|           | Campeonato Mato-Grossense              | 1         | 2006                    |
|           | Copa FMF                               | 1         | 2005                    |
|           | Campeonato Mato-Grossense Feminino     | 4         | 2014, 2018, 2019 e 2024 |
|           | Campeonato Mato-Grossense - 2ª Divisão | 2         | 2015 e 2018             |
|           | Campeonato Mato-Grossense Sub-17       | 1         | 2023                    |
|           | Campeonato Mato-Grossense Sub-11       | 1         | 2023                    |

## Campanhas

### Torneios estaduais
Campeonato Mato-Grossense de Futebol
 Copa FMF

### Torneios nacionais
Campeonato Brasileiro - Série C
 Copa do Brasil